# Josef Moser
Josef Moser (ur. 6 października 1955 w Lienzu) – austriacki prawnik i polityk, w latach 2004–2016 prezes Trybunału Obrachunkowego, poseł do Rady Narodowej, minister sprawiedliwości (2017–2018), minister spraw konstytucyjnych, reform, deregulacji i sprawiedliwości (2018–2019).

## Życiorys
Ukończył Militärrealgymnasium w Wiener Neustadt, a w 1981 studia prawnicze na Uniwersytecie Wiedeńskim. W latach 80. pracował jako urzędnik w dyrekcji generalnej do spraw finansów w administracji Karyntii. W latach 1991–1992 był zastępcą szefa starosty krajowego. W latach 1992–2003 zajmował stanowisko dyrektora klubu parlamentarnego Wolnościowej Partii Austrii. W 2003 został dyrektorem zarządzającym spółki kolejowej HL-AG, a w 2004 członkiem zarządu holdingu ÖBB.
W lipcu 2004 objął stanowisko prezesa Trybunału Obrachunkowego, którym kierował do czerwca 2016. W październiku tegoż roku został prezesem instytutu ekonomicznego EcoAustria. W sierpniu 2017 na zaproszenie Sebastiana Kurza został kandydatem Austriackiej Partii Ludowej w wyborach parlamentarnych rozpisanych na październik tegoż roku. Uzyskał wówczas mandat posła do Rady Narodowej XXVI kadencji.
W grudniu 2017 objął stanowisko ministra sprawiedliwości w nowo utworzonym rządzie Sebastiana Kurza. Po zmianach w strukturze resortów w styczniu 2018 został ministrem spraw konstytucyjnych, reform, deregulacji i sprawiedliwości. Zakończył urzędowanie wraz z całym gabinetem w czerwcu 2019. W tym samym roku utrzymał mandat deputowanego na XXVII kadencję niższej izby parlamentu, z którego zrezygnował w 2020.

## Odznaczenia
Odznaczony Wielką Złotą (2003) oraz Wielką Złotą na Wstędze (2008) Odznaką Honorową za Zasługi dla Republiki Austrii.